# -philie
Substantive mit der Endung -philie (altgriechisch φιλία philía, deutsch ‚Freundschaft‘, von φίλος philos, deutsch ‚Freund‘) bezeichnen eine Vorliebe oder Neigung insbesondere eines Menschen zu einer bestimmten Gattung von Objekten oder Personen. Das Gegenstück zur „-philie“ ist die „-phobie“, also eine Abneigung gegen das Betreffende. Sowohl -philien als auch -phobien können überdies Bezeichnungen für spezifische Krankheitsbilder von Paraphilie bzw. Phobien sein.
Bekannte „Philien“ sind:

## A
- Abasiophilie
- Acidophilie
- Agalmatophilie – Liebe zu Statuen
- Akrotomophilie
- Algophilie
- Alkaliphilie, Alkalophilie
- Alloiophilie
- Ambiphilie
- Amelotaphilie
- Amphiphilie
- Amputophilie
- Androphilie
- Anemophilie
- Anglophilie – Liebe zum Englischen
- Aphidophilie
- Aphilie
- Apotemnophilie
- Argyrophilie
- Arktophilie – Liebe zu Bären/Teddybären
- Asphyxiophilie
- Aurophilie
- Autogynäkophilie, Autogynophilie – Erklärungsversuch für Transvestitismus
- Autonepiophilie
- Azurophilie

## B
- Barophilie
- Basophilie
- Biastophilie – Erregung durch Vergewaltigung anderer Menschen
- Bibliophilie – Liebe zu Büchern
- Biophilie – Liebe zum Leben (Gegensatz: Nekrophilie)

## C
- Cantharophilie
- Chiropterophilie
- Chronophilie
- Cinephilie
- Cyanophilie

## D
- Demophilie
- Dendrophilie – Liebe zu Bäumen (Pflanzen)

## E
- Elektrophilie – Maß für Fähigkeit, Elektronen anzuziehen, elektronenliebend zu sein (Chemie, Gegensatz: Nukleophilie)
- Emetophilie – Lust am Erbrechen (synonym: Vomerophilie)
- Entomophilie
- Eosinophilie
- Ephebophilie
- Ergophilie
- Erinnophilie
- Exkrementophilie
- Extremophilie

## F
- Formicophilie
- Forniphilie
- Frankophilie – Liebe zum Französischen

## G
- Gallophilie
- Germanophilie
- Gerontophilie
- Graophilie
- Gynäkophilie, Gynäphilie, Gynophilie

## H
- Haemophilie – „Blutliebe“, Bluterkrankheit (Medizin)
- Hämatophilie
- Halophilie – Eigenschaft, salzliebend zu sein (Biologie, besonders Mikroben)
- Hebephilie
- Hibernophilie – Liebe zum Irischen
- Hispanophilie – Liebe zum Spanischen
- Homophilie – Liebe zum eigenen Geschlecht
- Hybristophilie
- Hydrophilie – Eigenschaft, mit Wasser zu wechselwirken, „wasserliebend“ zu sein (Chemie)
- Hygrophilie – Vorliebe für feuchte Lebensräume (Biologie. Gegensatz: Xerophilie)
- Hypereosinophilie

## I
- Immunhemmkörperhämophilie
- Infantophilie

## J
- Judäophilie

## K
- Klismaphilie, Klysmaphilie
- Koprophilie – sexuelle Zuneigung zu Fäkalien
- Korophilie
- Kynophilie

## L
- Lepidopterophilie
- Lipophilie – Eigenschaft, mit Fetten oder Ölen zu wechselwirken, „fettliebend“ zu sein (Chemie)
- Lithophilie
- Lyophilie

## M
- Makrophilie
- Malacophilie
- Maximaphilie
- Melittophilie
- Mesophilie
- Mikrophilie
- Morphophilie
- Musikophilie – Liebe zur Musik
- Myiophilie
- Myrmecophilie, Myrmekophilie
- Mysophilie

## N
- Nekrophilie – Hang zum Toten, auch: sexuelle Neigung zu toten Geschlechtspartnern (Leichenschändung)
- Neophilie
- Neoterophilie
- Neutrophilie
- Notaphilie
- Nukleophilie – Maß für Fähigkeit, ein (partiell) positiv geladenes Atom (nukleus: „Kern“) unter Ausbildung einer kovalenten Bindung anzugreifen (Chemie, Gegensatz: Elektrophilie)

## O
- Objektophilie – Liebe zu Gegenständen
- Oknophilie
- Olfaktophilie
- Ornithophilie

## P
- Pädophilie – (sexuelle) Neigung zu Kindern
- Paraphilie – Bezeichnung für von der Norm abweichende sexuelle Vorlieben
- Parthenophilie – Liebe zu pubertären Mädchen
- Petrophilie – Verhalten, steinernen Untergrund zu bevorzugen (z. B. Moose, Flechten)
- Phalaenophilie
- Piezophilie
- Plushophilie – sexuelle Erregung durch Stoff- oder Plüschtiere
- Podophilie – sexuelle Präferenz für Füße
- Pornophilie – Liebe/Neigung zu Pornographie und/oder Erotik
- Psychophilie
- Psychrophilie
- Pyrophilie

## R
- Russophilie – Liebe für alles Russische

## S
- Salirophilie – Erregung mit Brei, Schleim oder Schlamm einen Sexualpartner zu beschmieren
- Scripophilie
- Sitophilie – sexuelle Handlungen mit Lebensmitteln
- Slawophilie – Liebe für alles Slawische
- Sphecophilie
- Sphingophilie
- Statuophilie
- Symphorophilie

## T
- Technophilie
- Teleiophilie
- Thanatophilie
- Theriophilie – philosophisch-weltanschauliche Tierliebe
- Thermophilie
- Thrombophilie
- Timbrophilie
- Toxophilie
- Trichophilie

## U
- Urophilie – sexuelle Vorliebe für Urin

## V
- Vomerophilie – Lust am Erbrechen (synonym: Emetophilie)
- Vorarephilie – sexuelle Erregung beim Gedanken, von jemandem verschlungen zu werden oder selber jemanden zu verschlingen

## X
- Xenophilie – Liebe zu fremden Dingen oder Menschen
- Xerophilie – Vorliebe für trockene Lebensräume (Biologie, Gegensatz: Hygrophilie)

## Z
- Zoophilie – (sexuelle) Tierliebe